# Montaïn
Montaïn é uma comuna francesa na região administrativa de Occitânia, no departamento de Tarn-et-Garonne. Estende-se por uma área de 4,04 km². Em 2010 a comuna tinha 104 habitantes (densidade: 25,7 hab./km²).